# Eros Ramazzotti
Eros Luciano Walter Ramazzotti Molina, född 28 oktober 1963 i Rom, är en italiensk popsångare. Han växte upp i utkanterna av Roms Cinecittà (Italiens svar på Hollywood) och medverkade i ungdomen som statist i en del filmer. 1985 gav han ut sitt första album, Cuori agitati. Bland hans skivsuccéer märks Terra promessa, L'ombra del gigante och Fuoco nel fuoco. Han sjunger på både italienska och spanska. Han har även sjungit med Tina Turner, Anastacia och andra världsartister.

## Liv
Eros Ramazzotti föddes i Cinecittà, en förort till Rom i Italien, som son till en målare.
Eros framträdde vid tidig ålder som statist i spelfilmer men drömde ständigt om en karriär som popstjärna. Han började skriva sånger med hjälp av sin far Rodolfo, och bestämde sig då för att söka in till en musikkonservatorium. Detta skedde dock aldrig; efter att han kuggats på intagningsprovet började han istället läsa till bokförare. Detta varade emellertid inte länge, då hans tankar alltid kretsade kring musiken.
År 1981 deltog Eros i en musiktävling vid namn Voci Nuove di Castrocaro (nya röster) med sången "Rock 80" (som han själv skrev), där en rad rekryterare fanns på plats. Trots att vinsten gick till Zucchero och Fiordaliso efter att Eros föll ur i finalen, så fick han stöd av Roberto Galanti och Baron Lando Lanni som representerade det nystartade skivbolaget Italian Label Record. Eros fick ett skivkontrakt med bolaget och flyttade strax därefter till Milano med sin bror Marco och sin mor Raffaella, där de inledningsvis bodde i skivbolagets lokal.

## Diskografi

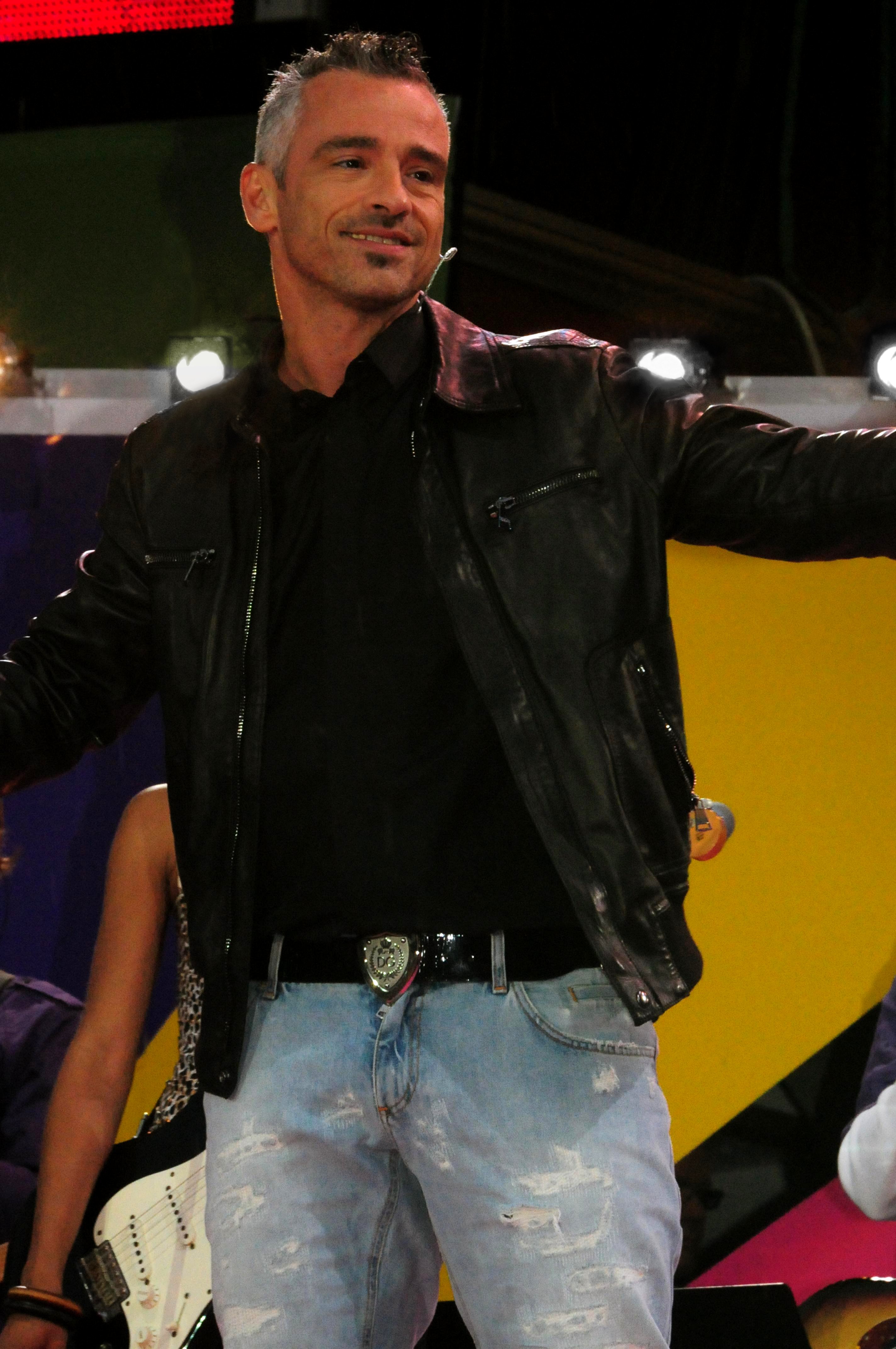
Eros Ramazzotti uppträder på Sommarkrysset.

### Studioalbum
- 1985 – Cuori agitati
- 1986 – Nuovi eroi
- 1987 – In certi momenti
- 1990 – In ogni senso
- 1993 – Tutte storie (Todo historias)
- 1996 – Dove c'è musica (Donde hay música)
- 2000 – Stilelibero (Estilo libre)
- 2003 – 9
- 2005 – Calma apparente
- 2009 – Ali e radici
- 2012 – Noi
- 2013 – Noi due
- 2015 – Perfetto
- 2018 – Vita ce n'è

### Samlingar
- 1997 – Eros
- 2007 – e²
- 2012 – Eros Best Love Songs
- 2014 – Eros 30

### Livealbum
- 1991 – Eros in Concert
- 1998 – Calma apparente